# Scapeghost
Scapeghost ist ein Textadventure mit Grafiken des britischen Computerspieleherstellers Level 9 aus dem Jahr 1989.

## Handlung
Der Spieler übernimmt die Rolle von Alan Chance, einem Undercover-Agenten des Metropolitan Police Service, der im Rahmen eines Einsatzes gegen mutmaßliche Drogendealer zu Tode kam; die Schuld für das Scheitern des Einsatzes wurde Chance in die Schuhe geschoben. Zu allem Überfluss wurde auch noch Sarah, Chances Freundin, durch das Drogenkartell entführt. Als Geist kehrt Chance für drei Nächte in die Welt der Lebenden zurück, beginnend auf einem Friedhof bei seiner eigenen Beerdigung. Schnell stellt der Spieler fest, dass ihm so gut wie keine physischen Kräfte zur Verfügung stehen und dass nur andere tote Wesen ihn wahrnehmen können. Ziel des Spiels ist es zunächst, die Einflussmöglichkeiten des Spielers auf die Welt der Lebenden zu erhöhen, und anschließend seinen eigenen Todesfall aufzuklären und Sarah zu retten.

## Spielprinzip und Technik
Scapeghost ist ein Textadventure, das heißt, Umgebung und Geschehnisse werden als Bildschirmtext aus- und die Handlungen des Spielers ebenfalls als Text über die Tastatur eingegeben und von einem Parser abgearbeitet. In fast allen Versionen werden die Szenerie illustrierende, handgezeichnete und dann digitalisierte Standbilder angezeigt, die die obere Hälfte des Bildschirms einnehmen. In der 8-Bit-Atari- sowie in der Spectrum-Kassetten-Version musste der Spieler aufgrund des begrenzten Speicherplatzes auf Grafiken verzichten. Wie bei vielen Level-9-Spielen ist das Gesamtspiel in drei Teile unterteilt, die November Graveyard, Haunted House und Poltergeist betitelt sind und unabhängig voneinander gespielt werden können. Im Gegensatz zu den meisten anderen Textadventures ist Scapeghost in der Ich-Perspektive geschrieben.

## Produktionsnotizen
Der Spielname Scapeghost ist ein Portmanteauwort aus „scapegoat“ (dt. Sündenbock) und „ghost“ (dt. Geist). Scapeghost war das letzte von Level 9 entwickelte Spiel. Da Produktionskosten von und Absatzchancen für Textadventures nicht mehr in Deckung zu bringen waren, stellte Level 9 nach Erscheinen von Scapeghost das Geschäft ein. Designer Pete Austin war anschließend als Grafiker für diverse Spiele anderer Genres tätig, unter anderem für Conflict: Desert Storm 2.

## Rezeption
Die ASM lobte Story, Grafiken und Parser des Spiels, wies auf die Notwendigkeit fortgeschrittener Englischkenntnisse hin und vergab das Prädikat „ASM-Hit“. Das Magazin Computer and Video Games befand, Scapeghost verfüge über eine originelle Story und einige sehr ungewöhnliche Puzzles und bezeichnete es als das unterhaltsamste Spiel im Portfolio des Herstellers. Das ACE-Magazin stellte heraus, dass gelegentlich Anflüge von Humor dem ernsten Charakter des Spiels widersprechen und dass im Gegensatz zu den meisten anderen Adventures ungewöhnliche Denkansätze notwendig sind, um das Spiel zu meistern. Das Adventure-Fachmagazin SPAG kritisierte den ersten Teil des Spiels als anspruchslos und unoriginell und monierte wenig aussagekräftige Raumbeschreibungen, hielt aber fest, dass das Spiel in den Teilen zwei und drei deutlich interessanter werde und dort eine „exzellente“ Atmosphäre und fordernde Rätsel zu bieten habe, die nur durch einen Mangel an Entscheidungsfreiheit geschmälert würden. Insgesamt bewertete SPAG das Spiel als „truly classic game“.